# Egidio Forcellini
Egidio Forcellini (Campo, 26 agosto 1688 – Padova, 5 aprile 1768) è stato un presbitero, latinista e lessicografo italiano.

## Biografia
Nacque ai Faveri, piccola località rurale nell'attuale comune di Setteville, da Bernardino e Maddalena Elisabetta, entrambi di cognome Forcellini. All'epoca la contrada apparteneva al territorio della comunità (comune) di Colmirano che dipendeva ecclesiasticamente dalla parrocchia di Campo, dove il Forcellini fu battezzato. Nel 1920 la contrada fu inclusa nella parrocchia di Fener, che per questo è talora indicata erroneamente come luogo di nascita del Forcellini. Inoltre, la zona era compresa (e lo è tuttora) nella diocesi di Padova, mentre dal punto di vista amministrativo, pur trovandosi oggi in provincia di Belluno, faceva parte del Trevigiano.
La famiglia era contadina, ma poteva vantare un certo prestigio, tanto da avere una propria tomba in cimitero e persino uno stemma. Ebbe tre sorelle e due fratelli; di questi, Fortunato fu destinato all'agricoltura, mentre Marco fu avviato agli studi proprio grazie ad Egidio che, data la grande differenza di età, gli fece da padre.
Ebbe la prima istruzione dallo zio paterno Uberto, parroco nella vicina Segusino. Nell'ottobre 1704 entrò nel seminario di Padova, all'epoca importante centro culturale; già nel marzo 1705 risultava tra gli iscritti al corso di grammatica superiore.
I giudizi sul profitto scolastico lo dipingono come un giovane dotato di intelligenza e capacità mnemoniche fuori dal comune. Brillava particolarmente nella lingua latina e così, dopo la sua consacrazione a ventitré anni, divenne uno stretto collaboratore di Jacopo Facciolati, prefetto degli studi del seminario e autorevole latinista.
In quegli anni era particolarmente sentita, non solo a Padova ma in altri circoli umanistici d'Europa, la questione sull'esatta ricostruzione del lessico latino, essendo la composizione in questa lingua ritenuta indispensabile per l'azione pastorale. Facciolati riteneva che gli strumenti a disposizione, in particolare il Dictionarium Latinum di Ambrogio Calepio (il famoso "Calepino"), fossero insufficienti e poco attendibili e necessitavano di una completa riscrittura. A partire dal 1715 fu proprio Forcellini ad assumere il carico maggiore nella rivisitazione dell'opera, che andò alle stampe nel 1718 (Calepinus septem linguarum).
Facciolati, tuttavia, non rese il giusto merito al contributo del collega, a cui dedicò solo un accenno nella prefazione, senza peraltro nominarlo esplicitamente. Non venne ricordato nemmeno nella Ortografia italiana, uscita nel 1721.
Dal 1724 al 1731 fu professore di retorica nel seminario di Ceneda, l'odierna Vittorio Veneto. Ritornò infine a Padova, dove rimase per il resto della sua vita dedicandosi definitivamente agli studi lessicali.
Egidio Forcellini ebbe un fratello più giovane, Marco (1712-1794), col quale si tenne in corrispondenza e che tra l'altro fu un buon poeta e curò una biografia di Egidio.

## Totius Latinitatis lexicon

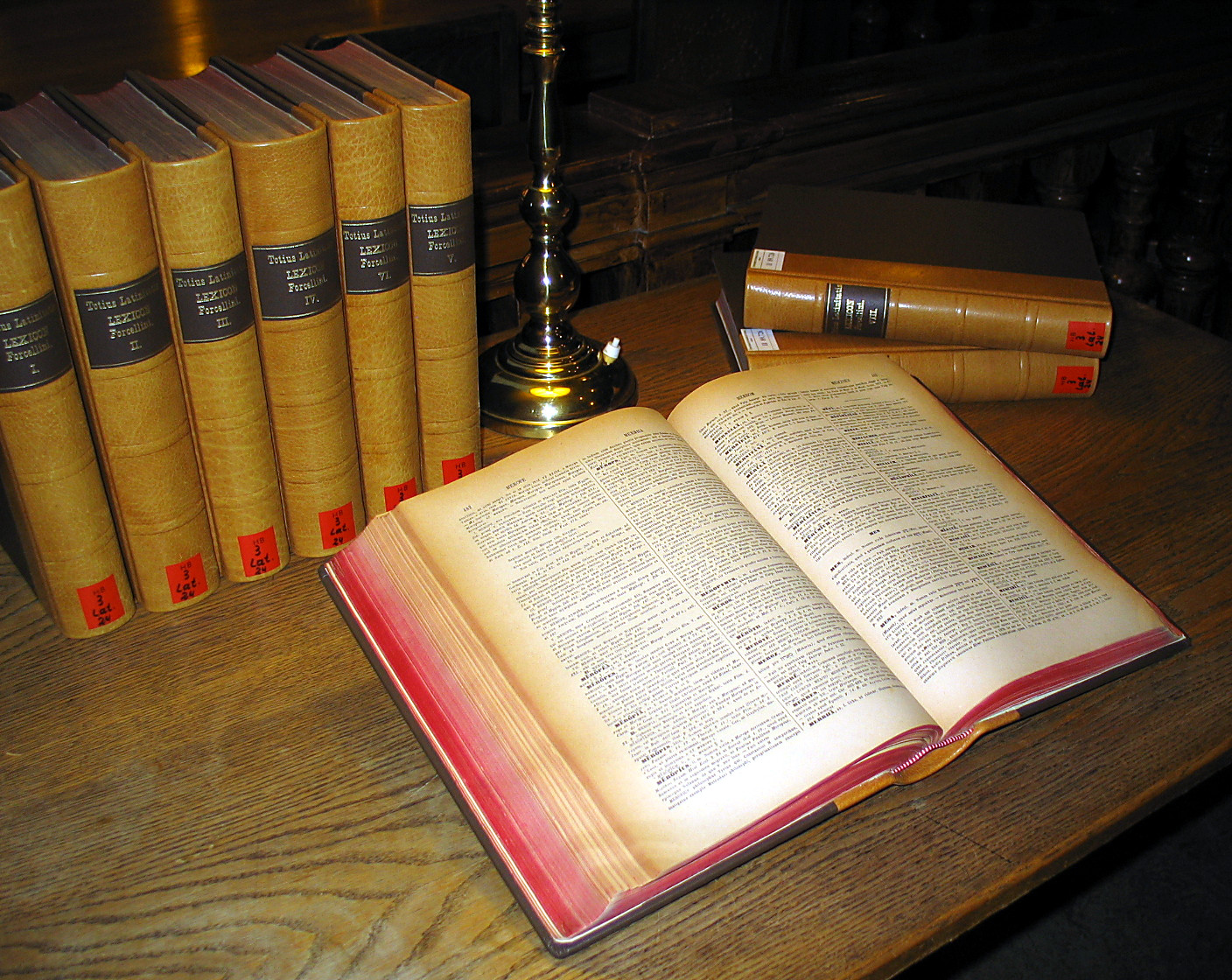
Totius Latinitatis lexicon di Egidio Forcellini

Sempre dietro consiglio di Facciolati, Forcellini iniziò la redazione del grande lessico della lingua latina, il Lexicon Totius Latinitatis, che venne terminato solo nel 1761 e pubblicato postumo nel 1771. È questa l'opera principale del Forcellini, a cui dedicò tutta la vita e a cui è legata ancor oggi la sua fama. La pubblicazione del Lexicon suscitò l'ammirazione degli ambienti culturali italiani ed europei. L'opera fu studiata e ripresa da tutti i lessicografi successivi, da I.G. Sheller a K.E. Georges, a W. Freud, dal quale poi attinsero N. Theil e E.A. Andrew per i dizionari latini, francese e americano.
Il Lexicon del Forcellini è stato ripubblicato e ampliato più volte: nella prima metà dell'800 a cura di Giuseppe Furlanetto (1775-1848); nella seconda metà del secolo in edizioni molto accresciute curate indipendentemente da Vincenzo De Vit e da Francesco Corradini. È considerato tuttora il dizionario fondamentale latino (non contiene la traduzione in italiano dei lemmi)